# Kastórnoie
Kastórnoie (en rus: Касторное) és un poble (un possiólok) de l'óblast de Kursk, a Rússia, que el 2017 tenia 3.458 habitants. És la seu administrativa del districte homònim.